# Ладья против лёгкой фигуры
Ладья против лёгкой фигуры — эндшпиль, в котором у одного шахматиста из фигур остаётся одна ладья, а у его соперника — слон, либо конь.

## Без пешек
Элементарное окончание, в котором реализовать перевес ладьи над слоном или конём при правильной защите невозможно. Угроза оттеснения короля на край доски не опасна; однако коня
не следует слишком удалять от короля. А в случае со слоном рекомендуется отступать королём в угол, противоположный цвету слона с тем, чтобы иметь возможность защиты слоном от шаха ладьёй.
|   | a                                                                    | b                                                                    | c                                                                    | d                                                                    | e                                                                    | f                                                                    | g                                                                    | h                                                                    |   |
| - | -------------------------------------------------------------------- | -------------------------------------------------------------------- | -------------------------------------------------------------------- | -------------------------------------------------------------------- | -------------------------------------------------------------------- | -------------------------------------------------------------------- | -------------------------------------------------------------------- | -------------------------------------------------------------------- | - |
| 8 | f8 чёрный конь · g8 чёрный король · e7 белая ладья · f6 белый король | f8 чёрный конь · g8 чёрный король · e7 белая ладья · f6 белый король | f8 чёрный конь · g8 чёрный король · e7 белая ладья · f6 белый король | f8 чёрный конь · g8 чёрный король · e7 белая ладья · f6 белый король | f8 чёрный конь · g8 чёрный король · e7 белая ладья · f6 белый король | f8 чёрный конь · g8 чёрный король · e7 белая ладья · f6 белый король | f8 чёрный конь · g8 чёрный король · e7 белая ладья · f6 белый король | f8 чёрный конь · g8 чёрный король · e7 белая ладья · f6 белый король | 8 |
| 7 | f8 чёрный конь · g8 чёрный король · e7 белая ладья · f6 белый король | f8 чёрный конь · g8 чёрный король · e7 белая ладья · f6 белый король | f8 чёрный конь · g8 чёрный король · e7 белая ладья · f6 белый король | f8 чёрный конь · g8 чёрный король · e7 белая ладья · f6 белый король | f8 чёрный конь · g8 чёрный король · e7 белая ладья · f6 белый король | f8 чёрный конь · g8 чёрный король · e7 белая ладья · f6 белый король | f8 чёрный конь · g8 чёрный король · e7 белая ладья · f6 белый король | f8 чёрный конь · g8 чёрный король · e7 белая ладья · f6 белый король | 7 |
| 6 | f8 чёрный конь · g8 чёрный король · e7 белая ладья · f6 белый король | f8 чёрный конь · g8 чёрный король · e7 белая ладья · f6 белый король | f8 чёрный конь · g8 чёрный король · e7 белая ладья · f6 белый король | f8 чёрный конь · g8 чёрный король · e7 белая ладья · f6 белый король | f8 чёрный конь · g8 чёрный король · e7 белая ладья · f6 белый король | f8 чёрный конь · g8 чёрный король · e7 белая ладья · f6 белый король | f8 чёрный конь · g8 чёрный король · e7 белая ладья · f6 белый король | f8 чёрный конь · g8 чёрный король · e7 белая ладья · f6 белый король | 6 |
| 5 | f8 чёрный конь · g8 чёрный король · e7 белая ладья · f6 белый король | f8 чёрный конь · g8 чёрный король · e7 белая ладья · f6 белый король | f8 чёрный конь · g8 чёрный король · e7 белая ладья · f6 белый король | f8 чёрный конь · g8 чёрный король · e7 белая ладья · f6 белый король | f8 чёрный конь · g8 чёрный король · e7 белая ладья · f6 белый король | f8 чёрный конь · g8 чёрный король · e7 белая ладья · f6 белый король | f8 чёрный конь · g8 чёрный король · e7 белая ладья · f6 белый король | f8 чёрный конь · g8 чёрный король · e7 белая ладья · f6 белый король | 5 |
| 4 | f8 чёрный конь · g8 чёрный король · e7 белая ладья · f6 белый король | f8 чёрный конь · g8 чёрный король · e7 белая ладья · f6 белый король | f8 чёрный конь · g8 чёрный король · e7 белая ладья · f6 белый король | f8 чёрный конь · g8 чёрный король · e7 белая ладья · f6 белый король | f8 чёрный конь · g8 чёрный король · e7 белая ладья · f6 белый король | f8 чёрный конь · g8 чёрный король · e7 белая ладья · f6 белый король | f8 чёрный конь · g8 чёрный король · e7 белая ладья · f6 белый король | f8 чёрный конь · g8 чёрный король · e7 белая ладья · f6 белый король | 4 |
| 3 | f8 чёрный конь · g8 чёрный король · e7 белая ладья · f6 белый король | f8 чёрный конь · g8 чёрный король · e7 белая ладья · f6 белый король | f8 чёрный конь · g8 чёрный король · e7 белая ладья · f6 белый король | f8 чёрный конь · g8 чёрный король · e7 белая ладья · f6 белый король | f8 чёрный конь · g8 чёрный король · e7 белая ладья · f6 белый король | f8 чёрный конь · g8 чёрный король · e7 белая ладья · f6 белый король | f8 чёрный конь · g8 чёрный король · e7 белая ладья · f6 белый король | f8 чёрный конь · g8 чёрный король · e7 белая ладья · f6 белый король | 3 |
| 2 | f8 чёрный конь · g8 чёрный король · e7 белая ладья · f6 белый король | f8 чёрный конь · g8 чёрный король · e7 белая ладья · f6 белый король | f8 чёрный конь · g8 чёрный король · e7 белая ладья · f6 белый король | f8 чёрный конь · g8 чёрный король · e7 белая ладья · f6 белый король | f8 чёрный конь · g8 чёрный король · e7 белая ладья · f6 белый король | f8 чёрный конь · g8 чёрный король · e7 белая ладья · f6 белый король | f8 чёрный конь · g8 чёрный король · e7 белая ладья · f6 белый король | f8 чёрный конь · g8 чёрный король · e7 белая ладья · f6 белый король | 2 |
| 1 | f8 чёрный конь · g8 чёрный король · e7 белая ладья · f6 белый король | f8 чёрный конь · g8 чёрный король · e7 белая ладья · f6 белый король | f8 чёрный конь · g8 чёрный король · e7 белая ладья · f6 белый король | f8 чёрный конь · g8 чёрный король · e7 белая ладья · f6 белый король | f8 чёрный конь · g8 чёрный король · e7 белая ладья · f6 белый король | f8 чёрный конь · g8 чёрный король · e7 белая ладья · f6 белый король | f8 чёрный конь · g8 чёрный король · e7 белая ладья · f6 белый король | f8 чёрный конь · g8 чёрный король · e7 белая ладья · f6 белый король | 1 |
|   | a                                                                    | b                                                                    | c                                                                    | d                                                                    | e                                                                    | f                                                                    | g                                                                    | h                                                                    |   |

Из-за угрозы 1. Ле8 чёрные не могут ждать, поэтому
1… Kh7+
2. Kpg6 Kf8+
3. Kph6 Kph8
4. Лf7 Kpg8
5. Лg7+ Kph8
6. Лg1 Kd7!
(6… Ке6? после 7. Kpg6 вело к проигрышу)
7. Kpg6 Kpg8! с ничьей.
|   | a                                                                    | b                                                                    | c                                                                    | d                                                                    | e                                                                    | f                                                                    | g                                                                    | h                                                                    |   |
| - | -------------------------------------------------------------------- | -------------------------------------------------------------------- | -------------------------------------------------------------------- | -------------------------------------------------------------------- | -------------------------------------------------------------------- | -------------------------------------------------------------------- | -------------------------------------------------------------------- | -------------------------------------------------------------------- | - |
| 8 | h8 чёрный король · a7 белая ладья · h6 белый король · b3 чёрный слон | h8 чёрный король · a7 белая ладья · h6 белый король · b3 чёрный слон | h8 чёрный король · a7 белая ладья · h6 белый король · b3 чёрный слон | h8 чёрный король · a7 белая ладья · h6 белый король · b3 чёрный слон | h8 чёрный король · a7 белая ладья · h6 белый король · b3 чёрный слон | h8 чёрный король · a7 белая ладья · h6 белый король · b3 чёрный слон | h8 чёрный король · a7 белая ладья · h6 белый король · b3 чёрный слон | h8 чёрный король · a7 белая ладья · h6 белый король · b3 чёрный слон | 8 |
| 7 | h8 чёрный король · a7 белая ладья · h6 белый король · b3 чёрный слон | h8 чёрный король · a7 белая ладья · h6 белый король · b3 чёрный слон | h8 чёрный король · a7 белая ладья · h6 белый король · b3 чёрный слон | h8 чёрный король · a7 белая ладья · h6 белый король · b3 чёрный слон | h8 чёрный король · a7 белая ладья · h6 белый король · b3 чёрный слон | h8 чёрный король · a7 белая ладья · h6 белый король · b3 чёрный слон | h8 чёрный король · a7 белая ладья · h6 белый король · b3 чёрный слон | h8 чёрный король · a7 белая ладья · h6 белый король · b3 чёрный слон | 7 |
| 6 | h8 чёрный король · a7 белая ладья · h6 белый король · b3 чёрный слон | h8 чёрный король · a7 белая ладья · h6 белый король · b3 чёрный слон | h8 чёрный король · a7 белая ладья · h6 белый король · b3 чёрный слон | h8 чёрный король · a7 белая ладья · h6 белый король · b3 чёрный слон | h8 чёрный король · a7 белая ладья · h6 белый король · b3 чёрный слон | h8 чёрный король · a7 белая ладья · h6 белый король · b3 чёрный слон | h8 чёрный король · a7 белая ладья · h6 белый король · b3 чёрный слон | h8 чёрный король · a7 белая ладья · h6 белый король · b3 чёрный слон | 6 |
| 5 | h8 чёрный король · a7 белая ладья · h6 белый король · b3 чёрный слон | h8 чёрный король · a7 белая ладья · h6 белый король · b3 чёрный слон | h8 чёрный король · a7 белая ладья · h6 белый король · b3 чёрный слон | h8 чёрный король · a7 белая ладья · h6 белый король · b3 чёрный слон | h8 чёрный король · a7 белая ладья · h6 белый король · b3 чёрный слон | h8 чёрный король · a7 белая ладья · h6 белый король · b3 чёрный слон | h8 чёрный король · a7 белая ладья · h6 белый король · b3 чёрный слон | h8 чёрный король · a7 белая ладья · h6 белый король · b3 чёрный слон | 5 |
| 4 | h8 чёрный король · a7 белая ладья · h6 белый король · b3 чёрный слон | h8 чёрный король · a7 белая ладья · h6 белый король · b3 чёрный слон | h8 чёрный король · a7 белая ладья · h6 белый король · b3 чёрный слон | h8 чёрный король · a7 белая ладья · h6 белый король · b3 чёрный слон | h8 чёрный король · a7 белая ладья · h6 белый король · b3 чёрный слон | h8 чёрный король · a7 белая ладья · h6 белый король · b3 чёрный слон | h8 чёрный король · a7 белая ладья · h6 белый король · b3 чёрный слон | h8 чёрный король · a7 белая ладья · h6 белый король · b3 чёрный слон | 4 |
| 3 | h8 чёрный король · a7 белая ладья · h6 белый король · b3 чёрный слон | h8 чёрный король · a7 белая ладья · h6 белый король · b3 чёрный слон | h8 чёрный король · a7 белая ладья · h6 белый король · b3 чёрный слон | h8 чёрный король · a7 белая ладья · h6 белый король · b3 чёрный слон | h8 чёрный король · a7 белая ладья · h6 белый король · b3 чёрный слон | h8 чёрный король · a7 белая ладья · h6 белый король · b3 чёрный слон | h8 чёрный король · a7 белая ладья · h6 белый король · b3 чёрный слон | h8 чёрный король · a7 белая ладья · h6 белый король · b3 чёрный слон | 3 |
| 2 | h8 чёрный король · a7 белая ладья · h6 белый король · b3 чёрный слон | h8 чёрный король · a7 белая ладья · h6 белый король · b3 чёрный слон | h8 чёрный король · a7 белая ладья · h6 белый король · b3 чёрный слон | h8 чёрный король · a7 белая ладья · h6 белый король · b3 чёрный слон | h8 чёрный король · a7 белая ладья · h6 белый король · b3 чёрный слон | h8 чёрный король · a7 белая ладья · h6 белый король · b3 чёрный слон | h8 чёрный король · a7 белая ладья · h6 белый король · b3 чёрный слон | h8 чёрный король · a7 белая ладья · h6 белый король · b3 чёрный слон | 2 |
| 1 | h8 чёрный король · a7 белая ладья · h6 белый король · b3 чёрный слон | h8 чёрный король · a7 белая ладья · h6 белый король · b3 чёрный слон | h8 чёрный король · a7 белая ладья · h6 белый король · b3 чёрный слон | h8 чёрный король · a7 белая ладья · h6 белый король · b3 чёрный слон | h8 чёрный король · a7 белая ладья · h6 белый король · b3 чёрный слон | h8 чёрный король · a7 белая ладья · h6 белый король · b3 чёрный слон | h8 чёрный король · a7 белая ладья · h6 белый король · b3 чёрный слон | h8 чёрный король · a7 белая ладья · h6 белый король · b3 чёрный слон | 1 |
|   | a                                                                    | b                                                                    | c                                                                    | d                                                                    | e                                                                    | f                                                                    | g                                                                    | h                                                                    |   |

Чёрные сохраняют равновесие, держа слона на диагонали а2—g8, чтобы после шаха ладьёй на а8 ответить 1… Cg8; последующие ходы белых Kpg6 или Л ~ 8 ведут к пату.
Приведённые диаграммы иллюстрируют две основные критические позиции этого эндшпиля.

## С пешками у обеих сторон
При равном числе пешек, расположенных на разных флангах, преимущество ладьи обычно оказывается решающим. При пешках на одном фланге шансы на ничью возрастают: иногда у слабейшей стороны появляются возможности построить крепость (см. Позиционная ничья). Две пешки на стороне лёгкой фигуры, как правило, вполне достаточная компенсация за ладью.
При наличии проходных пешек у обеих сторон шансы стороны, имеющей ладью, повышаются, так как ладья более мобильна и лучше слона и тем более коня справляется с проходными пешками. Тем не менее при далеко продвинутых пешках финал может быть непредсказуемым.
|   | a | b | c | d | e | f | g | h |   |
| - | --- | --- | --- | --- | --- | --- | --- | --- | - |
| 8 | h7 белый король · d6 белая пешка · a5 белая пешка · e3 чёрный король · h2 белый слон · f1 чёрная ладья | h7 белый король · d6 белая пешка · a5 белая пешка · e3 чёрный король · h2 белый слон · f1 чёрная ладья | h7 белый король · d6 белая пешка · a5 белая пешка · e3 чёрный король · h2 белый слон · f1 чёрная ладья | h7 белый король · d6 белая пешка · a5 белая пешка · e3 чёрный король · h2 белый слон · f1 чёрная ладья | h7 белый король · d6 белая пешка · a5 белая пешка · e3 чёрный король · h2 белый слон · f1 чёрная ладья | h7 белый король · d6 белая пешка · a5 белая пешка · e3 чёрный король · h2 белый слон · f1 чёрная ладья | h7 белый король · d6 белая пешка · a5 белая пешка · e3 чёрный король · h2 белый слон · f1 чёрная ладья | h7 белый король · d6 белая пешка · a5 белая пешка · e3 чёрный король · h2 белый слон · f1 чёрная ладья | 8 |
| 7 | h7 белый король · d6 белая пешка · a5 белая пешка · e3 чёрный король · h2 белый слон · f1 чёрная ладья | h7 белый король · d6 белая пешка · a5 белая пешка · e3 чёрный король · h2 белый слон · f1 чёрная ладья | h7 белый король · d6 белая пешка · a5 белая пешка · e3 чёрный король · h2 белый слон · f1 чёрная ладья | h7 белый король · d6 белая пешка · a5 белая пешка · e3 чёрный король · h2 белый слон · f1 чёрная ладья | h7 белый король · d6 белая пешка · a5 белая пешка · e3 чёрный король · h2 белый слон · f1 чёрная ладья | h7 белый король · d6 белая пешка · a5 белая пешка · e3 чёрный король · h2 белый слон · f1 чёрная ладья | h7 белый король · d6 белая пешка · a5 белая пешка · e3 чёрный король · h2 белый слон · f1 чёрная ладья | h7 белый король · d6 белая пешка · a5 белая пешка · e3 чёрный король · h2 белый слон · f1 чёрная ладья | 7 |
| 6 | h7 белый король · d6 белая пешка · a5 белая пешка · e3 чёрный король · h2 белый слон · f1 чёрная ладья | h7 белый король · d6 белая пешка · a5 белая пешка · e3 чёрный король · h2 белый слон · f1 чёрная ладья | h7 белый король · d6 белая пешка · a5 белая пешка · e3 чёрный король · h2 белый слон · f1 чёрная ладья | h7 белый король · d6 белая пешка · a5 белая пешка · e3 чёрный король · h2 белый слон · f1 чёрная ладья | h7 белый король · d6 белая пешка · a5 белая пешка · e3 чёрный король · h2 белый слон · f1 чёрная ладья | h7 белый король · d6 белая пешка · a5 белая пешка · e3 чёрный король · h2 белый слон · f1 чёрная ладья | h7 белый король · d6 белая пешка · a5 белая пешка · e3 чёрный король · h2 белый слон · f1 чёрная ладья | h7 белый король · d6 белая пешка · a5 белая пешка · e3 чёрный король · h2 белый слон · f1 чёрная ладья | 6 |
| 5 | h7 белый король · d6 белая пешка · a5 белая пешка · e3 чёрный король · h2 белый слон · f1 чёрная ладья | h7 белый король · d6 белая пешка · a5 белая пешка · e3 чёрный король · h2 белый слон · f1 чёрная ладья | h7 белый король · d6 белая пешка · a5 белая пешка · e3 чёрный король · h2 белый слон · f1 чёрная ладья | h7 белый король · d6 белая пешка · a5 белая пешка · e3 чёрный король · h2 белый слон · f1 чёрная ладья | h7 белый король · d6 белая пешка · a5 белая пешка · e3 чёрный король · h2 белый слон · f1 чёрная ладья | h7 белый король · d6 белая пешка · a5 белая пешка · e3 чёрный король · h2 белый слон · f1 чёрная ладья | h7 белый король · d6 белая пешка · a5 белая пешка · e3 чёрный король · h2 белый слон · f1 чёрная ладья | h7 белый король · d6 белая пешка · a5 белая пешка · e3 чёрный король · h2 белый слон · f1 чёрная ладья | 5 |
| 4 | h7 белый король · d6 белая пешка · a5 белая пешка · e3 чёрный король · h2 белый слон · f1 чёрная ладья | h7 белый король · d6 белая пешка · a5 белая пешка · e3 чёрный король · h2 белый слон · f1 чёрная ладья | h7 белый король · d6 белая пешка · a5 белая пешка · e3 чёрный король · h2 белый слон · f1 чёрная ладья | h7 белый король · d6 белая пешка · a5 белая пешка · e3 чёрный король · h2 белый слон · f1 чёрная ладья | h7 белый король · d6 белая пешка · a5 белая пешка · e3 чёрный король · h2 белый слон · f1 чёрная ладья | h7 белый король · d6 белая пешка · a5 белая пешка · e3 чёрный король · h2 белый слон · f1 чёрная ладья | h7 белый король · d6 белая пешка · a5 белая пешка · e3 чёрный король · h2 белый слон · f1 чёрная ладья | h7 белый король · d6 белая пешка · a5 белая пешка · e3 чёрный король · h2 белый слон · f1 чёрная ладья | 4 |
| 3 | h7 белый король · d6 белая пешка · a5 белая пешка · e3 чёрный король · h2 белый слон · f1 чёрная ладья | h7 белый король · d6 белая пешка · a5 белая пешка · e3 чёрный король · h2 белый слон · f1 чёрная ладья | h7 белый король · d6 белая пешка · a5 белая пешка · e3 чёрный король · h2 белый слон · f1 чёрная ладья | h7 белый король · d6 белая пешка · a5 белая пешка · e3 чёрный король · h2 белый слон · f1 чёрная ладья | h7 белый король · d6 белая пешка · a5 белая пешка · e3 чёрный король · h2 белый слон · f1 чёрная ладья | h7 белый король · d6 белая пешка · a5 белая пешка · e3 чёрный король · h2 белый слон · f1 чёрная ладья | h7 белый король · d6 белая пешка · a5 белая пешка · e3 чёрный король · h2 белый слон · f1 чёрная ладья | h7 белый король · d6 белая пешка · a5 белая пешка · e3 чёрный король · h2 белый слон · f1 чёрная ладья | 3 |
| 2 | h7 белый король · d6 белая пешка · a5 белая пешка · e3 чёрный король · h2 белый слон · f1 чёрная ладья | h7 белый король · d6 белая пешка · a5 белая пешка · e3 чёрный король · h2 белый слон · f1 чёрная ладья | h7 белый король · d6 белая пешка · a5 белая пешка · e3 чёрный король · h2 белый слон · f1 чёрная ладья | h7 белый король · d6 белая пешка · a5 белая пешка · e3 чёрный король · h2 белый слон · f1 чёрная ладья | h7 белый король · d6 белая пешка · a5 белая пешка · e3 чёрный король · h2 белый слон · f1 чёрная ладья | h7 белый король · d6 белая пешка · a5 белая пешка · e3 чёрный король · h2 белый слон · f1 чёрная ладья | h7 белый король · d6 белая пешка · a5 белая пешка · e3 чёрный король · h2 белый слон · f1 чёрная ладья | h7 белый король · d6 белая пешка · a5 белая пешка · e3 чёрный король · h2 белый слон · f1 чёрная ладья | 2 |
| 1 | h7 белый король · d6 белая пешка · a5 белая пешка · e3 чёрный король · h2 белый слон · f1 чёрная ладья | h7 белый король · d6 белая пешка · a5 белая пешка · e3 чёрный король · h2 белый слон · f1 чёрная ладья | h7 белый король · d6 белая пешка · a5 белая пешка · e3 чёрный король · h2 белый слон · f1 чёрная ладья | h7 белый король · d6 белая пешка · a5 белая пешка · e3 чёрный король · h2 белый слон · f1 чёрная ладья | h7 белый король · d6 белая пешка · a5 белая пешка · e3 чёрный король · h2 белый слон · f1 чёрная ладья | h7 белый король · d6 белая пешка · a5 белая пешка · e3 чёрный король · h2 белый слон · f1 чёрная ладья | h7 белый король · d6 белая пешка · a5 белая пешка · e3 чёрный король · h2 белый слон · f1 чёрная ладья | h7 белый король · d6 белая пешка · a5 белая пешка · e3 чёрный король · h2 белый слон · f1 чёрная ладья | 1 |
|   | a | b | c | d | e | f | g | h |   |

 Решение

1. a6 Лa1! (1... Лf8 2. Крg6 Лa8 3. a7! безнадёжно для чёрных; теперь же нельзя 2. d7 Лd1=)

2. Сg1+!! Л:g1

3. Крh8!! (необходимо покинуть опасную 7-ю горизонталь) Лd1

4. a7, далее просто: Лh1+ 5. Крg8 Лg1+ 6. Крf8 Лf1+ 7. Крe8, и чёрным пора сдаваться. 